# Speranza pustularia
Speranza pustularia là một loài bướm đêm trong họ Geometridae.

## Hình ảnh

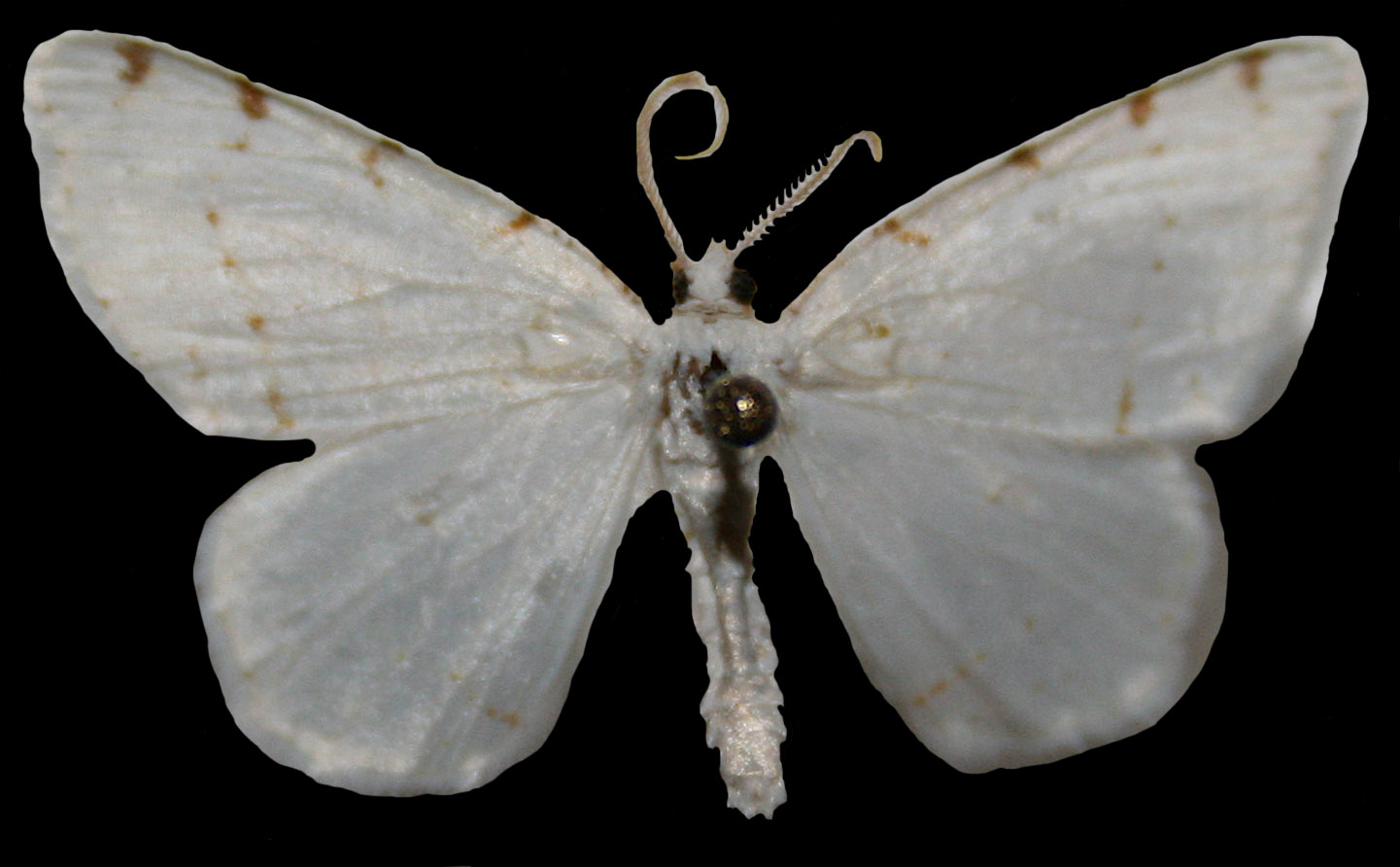